# The Daily Graphic
The Daily Graphic (Gráfico Diario) fue un periódico de Nueva York fundado en 1873 por una firma canadiense de grabadores que comenzó a publicar en marzo de ese año hasta el 23 de septiembre de 1889. The Daily Graphic está considerado como el primer diario ilustrado de los Estados Unidos y quizá del mundo, que utilizó la fotografía en toda su dimensión, lo que lo hace uno de los primeros medios impresos en sentar precedentes para el desarrollo del fotoperiodismo. Era completamente ilustrado, lo que incluía tiras cómicas, reproducciones de pinturas e ilustraciones de eventos de actualidad y personajes destacados. 
Era bastante similar en idea al periódico londinense The Graphic, fundado en 1869. Es posible que el nombre haya sido comprado por la firma inglesa y que el periódico neoyorquino haya adaptado su propio nombre. Entre 1924 y 1932 volvió a publicar bajo el nombre de The New York Graphic en el cual Walter Winchell se hizo célebre por una columna de opinión.

## Historia
Desde su creación fue un periódico diseñado para atraer visualmente a los lectores con un formato sensacionalista, ilustraciones, dibujos, tiras cómicas, etc. The Daily Graphic tuvo dificultades para obtener ganancias por las suscripciones limitadas en el mercado de Montreal, y en consecuencia, sus fundadores Desbarats y Leggo se centraron en el mercado de Nueva York. Ya en 1873, con el respaldo de otros canadienses destacados, lanzaron The New York Daily Graphic, que es considerado el primer diario ilustrado. Se publicaba en formato tabloide y David Croly era el editor en sus inicios, aunque al final renunció a su puesto en 1878. Croly admiraba al poeta Walt Whitman, quien publicó una variedad de poemas para The Daily Graphic.
Fue el primer periódico en incluir una fotografía real bajo el título Shantytown, de Stephen Henry Horgan (1854-1941). Este sería el comienzo del fotoperiodismo. El diario experimentó con la fotolitografía, pero carecía de detalle de grabado en madera. The Daily Graphic contribuyó, junto con otras revistas ilustradas, a mejorar el estatus de Nueva York en la posguerra, considerando a la ciudad como el centro editorial del país.
El lanzamiento del periódico en Nueva York creó mucho revuelo por su promoción. Acciones como promocionar un evento que consistía en cruzar el Atlántico en globo llamaron la atención de muchas personas. No obstante, Desbarats se arruinó casi desde el principio porque era una actividad costosa y se vio obligado a regresar a Montreal mientras que Leggo continuó en Nueva York.
The Daily Graphic destaca también por ser pionera en la publicación regular de un mapa meteorológico en Estados Unidos.
Finalmente, el periódico dejó de publicar en 1889 al ser incapaz de competir con New York World y The Sun.